# Salvador Lazo y Lazo
Salvador Lazo y Lazo (ur. 1 maja 1918 w Faire Santo Niño, zm. 11 kwietnia 2000 w Manili) – filipiński duchowny rzymskokatolicki, tradycjonalista, biskup San Fernando de La Union w latach 1981-1993.

## Życiorys
Salvador Lazo przyjął święcenia kapłańskie 22 marca 1947 roku z rąk arcybiskupa Mariano Madriaga. Przez kilkanaście lat był rektorem i wykładowcą Seminarium św. Hiacynta w diecezji Tuguegarao. 3 lutego 1970 roku został konsekrowany na biskupa tytularnego z siedzibą w Selia i mianowany biskupem pomocniczym diecezji Tuguegarao ze stolicą tytularną Selia. W 1977 roku został biskupem pomocniczym diecezji Nueva Segovia. Od 1980 roku pełnił funkcję administratora apostolskiego diecezji San Fernado de La Union, a następnie od 1981 biskupa ordynariusza diecezji San Fernado de La Union.
Po przejściu na emeryturę w 1993 roku biskup Lazo rozpoczął ożywione kontakty z Bractwem Kapłańskim Świętego Piusa X. Zaczął też odprawiać msze tylko w nadzwyczajnej formie rytu rzymskiego. W 1995 roku został członkiem Bractwa Kapłańskiego Świętego Piusa X.
24 maja 1998 roku Salvador Lazo złożył w Manili publiczne wyznanie wiary. Było ono listem otwartym do papieża Jana Pawła II, w którym biskup wyraził swoje krytyczne stanowisko wobec reformy liturgii rzymskiej wprowadzonej w wyniku soboru watykańskiego II.